# A 2016. évi nyári olimpiai játékok zászlóvivőinek listája
A 2016. évi nyári olimpiai játékokon részt vevő nemzetek bevonulási sorrendje.

## A megnyitói bevonulás sorrendje és a zászlóvivők
A lista az olimpiai megnyitó bevonulási sorrendjét, illetve az adott országok zászlójának vivőjét tartalmazza. Az első hagyományosan a görög csapat, az utolsó pedig a rendező ország. Az országok mindig a rendező ország nyelvének megfelelő sorrendjében (jelen esetben a braziliai portugál nyelven) érkeznek. 
| Nr. | Ország                                | Az ország a rendező ország nyelve szerint | Zászlóvivő                 |
| --- | ------------------------------------- | ----------------------------------------- | -------------------------- |
| 1   | Görögország                           | Grécia                                    | Sofia Bekatorou            |
| 2   | Afganisztán                           | Afeganistão                               | Mohammad Tawfiq Bakhshi    |
| 3   | Dél-afrikai Unió                      | África do Sul                             | Wayde van Niekerk          |
| 4   | Albánia                               | Albânia                                   | Luiza Gega                 |
| 5   | Németország                           | Alemanha                                  | Timo Boll                  |
| 6   | Andorra                               | Andorra                                   | Laura Sallés               |
| 7   | Angola                                | Angola                                    | Luísa Kiala                |
| 8   | Antigua és Barbuda                    | Antígua e Barbuda                         | Daniel Bailey              |
| 9   | Szaúd-Arábia                          | Arábia Saudita                            | Sulaiman Hamad             |
| 10  | Algéria                               | Argélia                                   | Sonia Asselah              |
| 11  | Argentína                             | Argentina                                 | Luis Scola                 |
| 12  | Örményország                          | Armênia                                   | Vahan Mkhitaryan           |
| 13  | Aruba                                 | Aruba                                     | Nicole van der Velden      |
| 14  | Független olimpiai indulók            | Atletas Olímpicos Independentes           | Önkéntes                   |
| 15  | Ausztrália                            | Austrália                                 | Anna Meares                |
| 16  | Ausztria                              | Áustria                                   | Liu Jia                    |
| 17  | Azerbajdzsán                          | Azerbaijão                                | Teymur Mammadov            |
| 18  | Bahama-szigetek                       | Bahamas                                   | Shaunae Miller             |
| 19  | Banglades                             | Bangladesh                                | Siddikur Rahman            |
| 20  | Barbados                              | Barbados                                  | Ramon Gittens              |
| 21  | Bahrein                               | Bareine                                   | Farhan Saleh               |
| 22  | Fehéroroszország                      | Belarus                                   | Vasil Kiryienka            |
| 23  | Belgium                               | Bélgica                                   | Olivia Borlée              |
| 24  | Belize                                | Belize                                    | Brandon Jones              |
| 25  | Benin                                 | Benim                                     | Yémi Apithy                |
| 26  | Bermuda                               | Bermuda                                   | Tyrone Smith               |
| 27  | Bolívia                               | Bolívia                                   | Ángela Castro              |
| 28  | Bosznia-Hercegovina                   | Bósnia e Herzegovina                      | Amel Tuka                  |
| 29  | Botswana                              | Botsuana                                  | Nijel Amos                 |
| 30  | Brunei Darussalam                     | Brunei Darussalam                         | Mohamed Fakhri Ismail      |
| 31  | Bulgária                              | Bulgária                                  | Ivet Lalova                |
| 32  | Burkina Faso                          | Burkina Faso                              | Rachid Sidibé              |
| 33  | Burundi                               | Burundi                                   | Olivier Irabaruta          |
| 34  | Bhután                                | Butão                                     | Karma                      |
| 35  | Zöld-foki Köztársaság                 | Cabo Verde                                | Maria Andrade              |
| 36  | Kamerun                               | Camarões                                  | Wilfried Ntsengue          |
| 37  | Kambodzsa                             | Camboja                                   | Sorn Seavmey               |
| 38  | Kanada                                | Canadá                                    | Rosannagh MacLennan        |
| 39  | Katar                                 | Catar                                     | Sheikh Ali al-Thani Hamad  |
| 40  | Kazahsztán                            | Cazaquistão                               | Ruslan Zhaparov            |
| 41  | Kajmán-szigetek                       | Ilhas Cayman                              | Ronald Forbes              |
| 42  | Közép-afrikai Köztársaság             | República Centroafricana                  | Chloe Sauvourel            |
| 43  | Csád                                  | Chade                                     | Bibiro Ali Taher           |
| 44  | Chile                                 | Chile                                     | Érika Olivera              |
| 45  | Kína                                  | República Popular da China                | Lej Seng                   |
| 46  | Ciprus                                | Chipre                                    | Pávlosz Kondídisz          |
| 47  | Kolumbia                              | Colômbia                                  | Yuri Alvear                |
| 48  | Comore-szigetek                       | Comores                                   | Nazlati Mohamed Andhumdine |
| 49  | Kongói Köztársaság                    | Congo                                     | Franck Elemba              |
| 50  | Kongói Demokratikus Köztársaság       | República Democrática do Congo            | Rosa Keleku                |
| 51  | Cook-szigetek                         | Ilhas Cook                                | Ella Nicholas              |
| 52  | Republic of Korea                     | República da Coreia                       | Gu Bon-gil                 |
| 53  | Elefántcsontpart                      | Costa do Marfim                           | Murielle Ahouré            |
| 54  | Costa Rica                            | Costa Rica                                | Nery Brenes                |
| 55  | Horvátország                          | Croácia                                   | Josip Pavić                |
| 56  | Kuba                                  | Cuba                                      | Mijaín López               |
| 57  | Dánia                                 | Dinamarca                                 | Caroline Wozniacki         |
| 58  | Dzsibuti                              | Djibuti                                   | Abdi Waiss Mouhyadin       |
| 59  | Dominikai Közösség                    | Dominica                                  | Yordanys Durañona          |
| 60  | Dominikai Köztársaság                 | República Dominicana                      | Luguelín Santos            |
| 61  | Egyiptom                              | Egito                                     | Ahmed El-Ahmar             |
| 62  | Salvador                              | El Salvador                               | Lilian Castro              |
| 63  | Egyesült Arab Emírségek               | Emirados Árabes Unidos                    | Nada Al-Bedwawi            |
| 64  | Ecuador                               | Equador                                   | Estefania García           |
| 65  | Eritrea                               | Eritreia                                  | Önkéntes                   |
| 66  | Szlovákia                             | Eslováquia                                | Danka Barteková            |
| 67  | Szlovénia                             | Eslovênia                                 | Vasilij Žbogar             |
| 68  | Spanyolország                         | Espanha                                   | Rafael Nadal               |
| 69  | Federated States of Micronesia        | Estados Federados da Micronésia           | Jennifer Chieng            |
| 70  | United States of America              | Estados Unidos da América                 | Michael Phelps             |
| 71  | Észtország                            | Estônia                                   | Karl-Martin Rammo          |
| 72  | Etiópia                               | Etiópia                                   | Tsgabu Grmay               |
| 73  | Former Yugoslav Republic of Macedonia | Ex-República Iugoslava da Macedônia       | Anastasija Bogdanovski     |
| 74  | Fidzsi-szigetek                       | Fiji                                      | Osea Kolinisau             |
| 75  | Fülöp-szigetek                        | Filipinas                                 | Ian Lariba                 |
| 76  | Finnország                            | Finlândia                                 | Tuuli Petäjä-Sirén         |
| 77  | Franciaország                         | França                                    | Teddy Riner                |
| 78  | Gabon                                 | Gabão                                     | Anthony Obame              |
| 79  | Gambia                                | Gâmbia                                    | Gina Bass                  |
| 80  | Ghána                                 | Gana                                      | Flings Owusu-Agyapong      |
| 81  | Grúzia                                | Geórgia                                   | Avtandil Tchrikishvili     |
| 82  | Nagy-Britannia                        | Grã-Bretanha                              | Andy Murray                |
| 83  | Grenada                               | Granada                                   | Kirani James               |
| 84  | Guam                                  | Guam                                      | Benjamin Schulte           |
| 85  | Guatemala                             | Guatemala                                 | Ana Sofía Gómez            |
| 86  | Brit Guyana                           | Guiana                                    | Hannibal Gaskin            |
| 87  | Guinea                                | Guiné                                     | Mamadama Bangoura          |
| 88  | Egyenlítői-Guinea                     | Guiné Equatorial                          | Reïna-Flor Okori           |
| 89  | Bissau-Guinea                         | Guiné-Bissau                              | Augusto Midana             |
| 90  | Haiti                                 | Haiti                                     | Asnage Castelly            |
| 91  | Honduras                              | Honduras                                  | Rolando Palacios           |
| 92  | Hong Kong, China                      | Hong Kong, China                          | Stephanie Au               |
| 93  | Magyarország                          | Hungria                                   | Szilágyi Áron              |
| 94  | Jemen                                 | Iêmen                                     | Zeyad Mater                |
| 95  | India                                 | Índia                                     | Abhinav Bindra             |
| 96  | Indonézia                             | Indonésia                                 | Maria Natalia Londa        |
| 97  | Islamic Republic of Iran              | República Islâmica do Irã                 | Zahra Nemati               |
| 98  | Irak                                  | Iraque                                    | Waheed Abdul-Ridha         |
| 99  | Írország                              | Irlanda                                   | Paddy Barnes               |
| 100 | Izland                                | Islândia                                  | Thormodur Jonsson          |
| 101 | Izrael                                | Israel                                    | Neta Rivkin                |
| 102 | Olaszország                           | Itália                                    | Federica Pellegrini        |
| 103 | Jamaica                               | Jamaica                                   | Shelly-Ann Fraser-Pryce    |
| 104 | Japán                                 | Japão                                     | Keisuke Ushiro             |
| 105 | Jordánia                              | Jordânia                                  | Hussein Iashaish           |
| 106 | Kiribati                              | Kiribati                                  | David Katoatau             |
| 107 | Koszovó                               | Kosovo                                    | Majlinda Kelmendi          |
| 108 | Lao People's Democratic Republic      | República Popular Democrática do Laos     | Xaysa Anousone             |
| 109 | Lesotho                               | Lesoto                                    | Mosito Lehata              |
| 110 | Lettország                            | Letônia                                   | Māris Štrombergs           |
| 111 | Libanon                               | Líbano                                    | Nacif Elias                |
| 112 | Libéria                               | Libéria                                   | Emmanuel Matadi            |
| 113 | Líbia                                 | Líbia                                     | Mohamed Fuad Hrezi         |
| 114 | Liechtenstein                         | Liechtenstein                             | Julia Hassler              |
| 115 | Litvánia                              | Lituânia                                  | Gintarė Scheidt            |
| 116 | Luxemburg                             | Luxemburgo                                | Gilles Müller              |
| 117 | Madagaszkár                           | Madagascar                                | Eliane Saholinirina        |
| 118 | Malajzia                              | Malásia                                   | Lee Chong Wei              |
| 119 | Malawi                                | Maláui                                    | Kefasi Chitsala            |
| 120 | Maldív-szigetek                       | Maldivas                                  | Aminath Shajan             |
| 121 | Mali                                  | Mali                                      | Djenebou Dante             |
| 122 | Málta                                 | Malta                                     | Andrew Chetcuti            |
| 123 | Marshall-szigetek                     | Ilhas Marshall                            | Mathlynn Sasser            |
| 124 | Marokkó                               | Marrocos                                  | Abdelkebir Ouaddar         |
| 125 | Mauritius                             | Maurício                                  | Kate Foo Kune              |
| 126 | Mauritánia                            | Mauritânia                                | Jidou El Moctar            |
| 127 | Mexikó                                | México                                    | Daniela Campuzano          |
| 128 | Mozambik                              | Moçambique                                | Joaquim Lobo               |
| 129 | Republic of Moldova                   | República da Moldova                      | Nicolae Ceban              |
| 130 | Monaco                                | Mônaco                                    | Brice Etès                 |
| 131 | Mongólia                              | Mongólia                                  | Temuulen Battulga          |
| 132 | Montenegró                            | Montenegro                                | Bojana Popović             |
| 133 | Mianmar                               | Myanmar                                   | Yan Naing Soe              |
| 134 | Namíbia                               | Namíbia                                   | Jonas Junias               |
| 135 | Nauru                                 | Nauru                                     | Elson Brechtefeld          |
| 136 | Nepál                                 | Nepal                                     | Phupu Lhamu Khatri         |
| 137 | Nicaragua                             | Nicarágua                                 | Rafael Lacayo              |
| 138 | Niger                                 | Níger                                     | Abdoul Razak Issoufou      |
| 139 | Nigéria                               | Nigéria                                   | Olufunke Oshonaike         |
| 140 | Norvégia                              | Noruega                                   | Ole-Kristian Bryhn         |
| 141 | Új-Zéland                             | Nova Zelândia                             | Peter Burling              |
| 142 | Omán                                  | Omã                                       | Hamed Said Al-Khatri       |
| 143 | Hollandia                             | Países Baixos                             | Jeroen Dubbeldam           |
| 144 | Palau                                 | Palau                                     | Florian Skilang Temengil   |
| 145 | Palesztina                            | Palestina                                 | Mayada Al-Sayad            |
| 146 | Panama                                | Panamá                                    | Alonso Edward              |
| 147 | Pápua Új-Guinea                       | Papua Nova Guiné                          | Ryan Pini                  |
| 148 | Pakisztán                             | Paquistão                                 | Ghulam Mustafa Bashir      |
| 149 | Paraguay                              | Paraguai                                  | Julieta Granada            |
| 150 | Peru                                  | Peru                                      | Francisco Boza             |
| 151 | Lengyelország                         | Polônia                                   | Karol Bielecki             |
| 152 | Puerto Rico                           | Porto Rico                                | Jaime Espinal              |
| 153 | Portugália                            | Portugal                                  | João Rodrigues             |
| 154 | Kenya                                 | Quênia                                    | Shehzana Anwar             |
| 155 | Kirgizisztán                          | Quirguistão                               | Erkin Adylbek Uulu         |
| 156 | Democratic People's Republic of Korea | República Popular Democrática da Coreia   | Choe Jon-wi                |
| 157 | Románia                               | Romênia                                   | Cătălina Ponor             |
| 158 | Ruanda                                | Ruanda                                    | Adrien Niyonshuti          |
| 159 | Russian Federation                    | Federação da Rússia                       | Sergey Tetyukhin           |
| 160 | Salamon-szigetek                      | Ilhas Salomão                             | Jenly Tegu Wini            |
| 161 | Szamoa                                | Samoa                                     | Mary Opeloge               |
| 162 | Amerikai Szamoa                       | Samoa Americana                           | Tanumafili Jungblut        |
| 163 | San Marino                            | San Marino                                | Arianna Perilli            |
| 164 | Saint Lucia                           | Santa Lúcia                               | Levern Spencer             |
| 165 | Saint Kitts és Nevis                  | São Cristóvão e Névis                     | Antoine Adams              |
| 166 | São Tomé és Príncipe                  | São Tomé e Príncipe                       | Buly Triste                |
| 167 | Saint Vincent és a Grenadine-szigetek | São Vicente e Granadinas                  | Kineke Alexander           |
| 168 | Seychelle-szigetek                    | Seicheles                                 | Rodney Govinden            |
| 169 | Szenegál                              | Senegal                                   | Isabelle Sambou            |
| 170 | Sierra Leone                          | Serra Leoa                                | Bunturabie Jalloh          |
| 171 | Szerbia                               | Sérvia                                    | Ivana Anđušić Maksimović   |
| 172 | Szingapúr                             | Singapura                                 | Derek Wong Zi Liang        |
| 173 | Syrian Arab Republic                  | República Árabe da Síria                  | Majededdin Ghazal          |
| 174 | Szomália                              | Somália                                   | Mohamed Hassan Mohamed     |
| 175 | Srí Lanka                             | Sri Lanka                                 | Anuradha Cooray            |
| 176 | Szváziföld                            | Suazilândia                               | Sibusiso Matsenjwa         |
| 177 | Szudán                                | Sudão                                     | Abdalla Yousif             |
| 178 | Dél-Szudán                            | Sudão do Sul                              | Guor Marial                |
| 179 | Svédország                            | Suécia                                    | Therese Alshammar          |
| 180 | Svájc                                 | Suíça                                     | Giulia Steingruber         |
| 181 | Suriname                              | Suriname                                  | Soren Opti                 |
| 182 | Tádzsikisztán                         | Tadjiquistão                              | Dilshod Nazarov            |
| 183 | Thaiföld                              | Tailândia                                 | Ratchanok Intanon          |
| 184 | Tajvan                                | Taipé Chinesa                             | Isheau Wong                |
| 185 | United Republic of Tanzania           | República Unida da Tanzânia               | Andrew Thomas Mlugu        |
| 186 | Csehország                            | República Tcheca                          | Lukáš Krpálek              |
| 187 | Democratic Republic of Timor-Leste    | República Democrática de Timor-Leste      | Francelina Cabral          |
| 188 | Togo                                  | Togo                                      | Adzo Kpossi                |
| 189 | Tonga                                 | Tonga                                     | Pita Taufatofua            |
| 190 | Trinidad és Tobago                    | Trinidad e Tobago                         | Keshorn Walcott            |
| 191 | Tunézia                               | Tunísia                                   | Oussama Mellouli           |
| 192 | Türkmenisztán                         | Turcomenistão                             | Merdan Atayev              |
| 193 | Törökország                           | Turquia                                   | Rıza Kayaalp               |
| 194 | Tuvalu                                | Tuvalu                                    | Etimoni Timuani            |
| 195 | Ukrajna                               | Ucrânia                                   | Mykola Milchev             |
| 196 | Uganda                                | Uganda                                    | Joshua Tibatemwa           |
| 197 | Uruguay                               | Uruguai                                   | Dolores Moreira            |
| 198 | Üzbegisztán                           | Uzbequistão                               | Bakhodir Jalolov           |
| 199 | Vanuatu                               | Vanuatu                                   | Yoshua Shing               |
| 200 | Venezuela                             | Venezuela                                 | Rubén Limardo              |
| 201 | Vietnám                               | Vietnã                                    | Vũ Thành An                |
| 202 | Virgin Islands, US                    | Ilhas Virgens Americanas                  | Cy Thompson                |
| 203 | Virgin Islands, British               | Ilhas Virgens Britânicas                  | Ashley Kelly               |
| 204 | Zambia                                | Zâmbia                                    | Matthews Punza             |
| 205 | Zimbabwe                              | Zimbábue                                  | Kirsty Coventry            |
| 206 | Menekültek olimpiai csapata           | Time Olímpico de Refugiados               | Rose Lokonyen              |
| 207 | Brazília                              | Brasil                                    | Yane Marques               |